# 田中進太郎
田中 進太郎（たなか しんたろう、1992年5月12日 - ）は、日本の男性声優。東京都出身。東京俳優生活協同組合所属。

## 来歴
東京アニメーター学院専門学校声優タレント科卒業。2012年からスペースクラフト・エージェンシー所属。
2021年3月31日、デビューより所属していたスペースクラフトを退所し、フリーでの活動となる。
2021年5月、東京俳優生活協同組合に所属。

## 人物
声種はハイバリトン。
特技は野球、ボウリング、フットサル。趣味・スポーツは野球、フットサル。

## 出演
太字はメインキャラクター。

### テレビアニメ
2013年
- 蒼い世界の中心で（ゼグア兵）
- アニたま月間ショート劇場「絶対妄想不条理系メテオール!」（カズウ）

2014年
- 一週間フレンズ。（教師）
- カードファイト!! ヴァンガードG（2014年 - 2018年、長良ケイ） - 5シリーズ
- 健全ロボ ダイミダラー（青果店店主）

2015年
- トリアージX（男、患者、男子生徒、AD、手下、馬原小太郎）
- 美男高校地球防衛部LOVE!（生徒D、司会、バレー部員B、生徒C）

2016年
- クロムクロ（ヒース）
- 七つの大罪 シリーズ（2016年 - 2019年、町人A、ペリオ父） - 1シリーズ + 特別編
- フリップフラッパーズ（アイアンボーイズ）
- 文豪ストレイドッグス（ミミック）
- マジきゅんっ!ルネッサンス（男子生徒）
- ルガーコード1951（バルケ）

2017年
- 将国のアルタイル（ミロス）

2018年
- デスマーチからはじまる異世界狂想曲（同僚、ソーン、ニドーレン、酒場店主）

2019年
- 盾の勇者の成り上がり（下級官吏、貴族、村人、小隊長）
- カードファイト!! ヴァンガード（長良ケイ）
- イナズマイレブン オリオンの刻印（ベテルギウス）
- エッグカー（2019年 - 2020年、アイアン）
- Fairy gone フェアリーゴーン（バーのマスター）
- 私、能力は平均値でって言ったよね!（雑魚）

2021年
- 海賊王女（貴族、真樺）

2022年
- デュエル・マスターズ WIN（2022年 - 2024年、霞ヶ関ファルゴ） - 2シリーズ

2023年
- 神無き世界のカミサマ活動（リキ、皇都の民）
- 実は俺、最強でした?（部下）
- クレヨンしんちゃん（2023年 - 2025年、TV音声B、客B、マンモス、ハムスター、オツマミー 他）
- ドラえもん（テレビ朝日版第2期）（2023年 - 2025年、老人、釣り人）
- 忍たま乱太郎（2023年 - 2024年、剣豪、忍者）

2024年
- 名探偵コナン（手下）
- BEYBLADE X（観客）
- クレバテス-魔獣の王と赤子と屍の勇者-（御者、山賊、自警団員）

### Webアニメ
- 超游世界（2017年、アユ）
- B: The Beginning（2018年 - 2021年、マリオ・ルイス・ズリータ[20][21]） - 2シリーズ
- キャップ革命 ボトルマン（2020年、黒服B）
- イロナス（2022年）[22]

### ゲーム
2013年
- サモンナイト5

2015年
- ザクセスヘブン（北楯力、黛左近）
- LORD of VERMILION ARENA（ネモ）

2016年
- WAR OF BRAINS（モアシュガー、豚王、ブラックテディ、タンゲ、ガリオン 他）
- THE KING OF FIGHTERS XIV（鎮元斎）
- 白猫プロジェクト (エルゴラム)

2017年
- クイズRPG 魔法使いと黒猫のウィズ（スタード・クリウ）
- メギド72（2017年 - 2023年、オロバス、アンドレアルフス）

2018年
- プリンセスコネクト！Re:Dive（2018年 - 2019年、闇目覚まし時計、店長、ゼラチナ、雑貨屋、キマイラ、付き人 他）
- THE KING OF FIGHTERS ALLSTAR（鎮元斎）

2019年
- 快感♥フレーズ CLIMAX 〜NEXT GENERATION〜（篠宮権之介）
- モンスターストライク（2019年 - 2022年、ノコギレックス、シャーヴァン、ザーギン、蔵王権現、クシャーンティ）

2020年
- ファイアーエムブレム ヒーローズ（ダロス）
- フードファンタジー（ピータン、松の実酒、ロイヤルゼリー）
- 原神

2023年
- ファイナルファンタジーXVI
- 信長の野望 出陣（朝倉義景、本多忠勝、筒井順慶）

### ドラマCD
- 魔術士オーフェン※初回限定盤はぐれ旅 新シリーズ 女神未来 上巻の特典（2013年）
- 淡海乃海 水面が揺れる時〜三英傑に嫌われた不運な男、朽木基綱の逆襲〜（2021年、黒野重蔵[28]）

### 吹き替え

#### 映画（吹き替え）
- アフターパーティー
- エクソシスト3 ※Netflix版
- オフィサー・ダウン（スキャロン）
- オン・ザ・カム・アップ
- ザ・クリエイター/創造者（戦車隊長[29]）
- JOLT/ジョルト
- 白雪姫[30]
- チャーリーズ・エンジェル（ジョニー〈クリス・パン〉[31]）
- ナイトスイム（業者の男性[32]）
- ファイブ・ナイツ・アット・フレディーズ（ジェレマイア〈テオダス・クレーン〉[33]）
- ブラッドショット（ティブス〈アレクサンダー・ヘルナンデス〉[34]）
- ミスターGO!（リュ・ヒョンジン）
- 燃えよ!じじぃドラゴン 龍虎激闘（ヨン）

#### ドラマ
- ARROW/アロー シーズン1（ノックス）
- WHEN THE STANDS TALL（テイション・ラニエ）
- ゴシップガール シーズン5（カヴァリア神父）
- ジェシー!（テッド）
- JETT/ジェット（ジュニア〈ジェントリー・ホワイト〉）
- 主任刑事アラン・バンクス2（警官）
- THE 100/ハンドレッド（コナー）
- ヘムロック・グローヴ（看守2）
- ホテル ハルシオン（ソニー）

#### アニメ
- ザ・スター はじめてのクリスマス
- ダックテイルズ（ランチパッド・マクワック）

### 映画
- 夏ノ日、君ノ声（2015年、声の出演）

### イベント
- BCF2015
- 大ヴァンガ祭2017

### 舞台
- マジックトレードセンター(雷鳥Ａ)

### その他コンテンツ
- invert 城塚翡翠倒叙集（2022年、曽根本[35]） - オーディオブック

### シリーズ一覧
1. ↑  第1期（2014年 - 2015年）、第2期『ギアースクライシス編』（2015年 - 2016年）、第3期『ストライドゲート編』（2016年）、第4期『NEXT』（2016年 - 2017年）、第5期『Z』（2017年 - 2018年）
2. ↑  特別編『聖戦の予兆』（2016年）、第3期『神々の逆鱗』（2019年）
3. ↑  第1期（2022年 - 2023年）、第2期『決闘学園編』（2023年）